# سرةالفرس

Alpheratz 
سرةالفَرَس یا ناف اسپ یا  آلفا زن برزنجیر نام پرنورترین ستاره در صورت فلکی زن برزنجیر است.
آنچه در این قسمت آسمان شایان توجه است شیئی است که نام علمی آن M31 یا NGC224 است. با چشم برهنه بصورت ستاره ی ابر مانندی از قدر پنجم شبیه است ولی به کمک یک تلسکوپ میتوان حقایقی زیبا از آن را کشف کرد.
کهکشان آندرومدا در واقع کهکشانی ست شبیه راه شیری که اندکی بزرگتر بوده و بیش از ۲ میلیون سال نوری با ما فاصله دارد